# Heidi Frei
Heidi Frei (* 1927 in Zürich; † 27. Februar 2015) war eine Theaterpädagogin aus der Schweiz. Sie gilt als eine der Gründerinnen und Botschafterinnen der Jeux Dramatiques.

## Kurzbiografie
Heidi Frei wurde 1927 in Zürich geboren. In ihrer Jugend kam sie durch die Pfadfinderarbeit in der Schweiz in Berührung mit Jeux Dramatiques als einer Spielform, welcher sie ihr Lebenswerk widmete. Vor allem das freie Märchenspiel begeisterte sie für das Theater und später befasste sie sich intensiv mit den psychologischen Tiefenschichten und -bedeutungen von Märchen. Sie besuchte einen Kurs für Regiearbeit, wo eine junge Schauspielerin ihr durch ihre Darstellung einen neuen Blick auf ihr bisheriges Theaterverständnis ermöglichte.
Sie verfasste das in der Theaterpädagogik häufig zum Einsatz kommende Buch „Jeux Dramatiques mit Kindern 2“, in welchem sie die bestehende Methode weiterentwickelt und auch der Arbeit mit Erwachsenen angepasst hat.
1972 autorisierte sie die in der Schweiz entstandene Gruppe „Schweizerische Arbeitsgemeinschaft Ausdrucksspiel“.
Ende Februar 2015 starb Heidi Frei in der Schweiz.

## Jeux Dramatiques
Jeux Dramatiques bezeichnet das Ausdrucksspiel, das aus dem Erleben schöpft. Ursprünglich geht es auf den Pädagogen Léon Chancerel aus Frankreich zurück, welcher 1936 die Methode entwickelte und ihr einen Namen gab. Im Zentrum der Methode stehen eine subjektive Ausrichtung, Selbsterfahrung durch eine neue und veränderte Körper- und Sinneswahrnehmung und die expressive Äusserung des Erlebens durch das Theaterspielen.
Diese Form des Ausdrucksspiels geht davon aus, dass durch Bewegung, Mimik und Körpersprache das innere Erleben nach aussen wahrnehmbar wird. Dabei soll keine Rolle gespielt werden, oder etwas möglichst authentisch dargestellt werden, sondern das Empfinden und Erleben der spielenden Person im Augenblick des Spiels ausgedrückt werden. Es soll den Spielenden die Möglichkeit bieten, sich selbst über die gespielte Rolle näher zu kommen und sich anders wahrzunehmen. Da diese Technik dabei helfen kann, unbewusste oder verborgene Vorstellungen, Wünsche und Ängste auszudrücken bzw. diese zu erkennen, findet sie manchmal auch in der Psychotherapie Anwendung.

## Weiterentwickelte Methode von Heidi Frei
Für ihre Weiterentwicklung setzte sich Frei mit Konstantin Sergejewitsch Stanislawski auseinander, welcher bereits Chancerel zur Entwicklung dieser Spielform inspiriert hatte. Viele seiner Ansätze wurden von ihr miteinbezogen.
Wichtig sind die Rahmenbedingungen für Spielende und das Spiel selbst. Das Spiel wird von einer Spielleitung begleitet, welche die Aufgabe hat, einen Raum möglichst frei von Wertungen zu schaffen, um einen Prozess des Erlebens und Ausdrückens zu ermöglichen. Das Gefühl von Leistungsdruck oder Annahmen von richtigen oder falschen Rolleninterpretationen sollen unbedingt vermieden werden.
Die Spielleitung gibt Impulse vor, aus denen die Spielenden ihre Rollen selbst entwickeln. Anschliessend schlüpfen die Spielenden in ihre Rollen und gestalten eigene Räume um ihr Erleben mitzuteilen. Häufig wird ein Gong eingesetzt, um Beginn und Ende des Spiels für alle Beteiligten klar zu signalisieren.
Ziele des spielerischen Ausdrucks sind die Aufarbeitung von Themen entlang einer Handlung, gemeinsames lustvolles Agieren und Reagieren, eigene Fähigkeiten zu erkunden und auszuprobieren, neue Kommunikationsmöglichkeiten zu entdecken, soziale Muster zu erkennen und die eigene Gefühlswelt erfahren und mitteilen zu lernen.
Bei dieser Methode wird davon ausgegangen, dass durch die Identifikation mit verschiedenen Rollen bei allen Beteiligten Entwicklungsprozesse angeregt werden, welche Selbstreflexion ermöglichen. Die Sinneserfahrung und das Einfühlungsvermögen der Spielenden stehen dabei im Vordergrund.
Die Jeux Dramatiques stellen einen Prozess des Erlebens, sich Ausdrückens, Gestaltens und Zusammenwirkens dar.
Die Einteilung des Spiels nach Heidi Frei erfolgt in vier Schritten, welche sie mit RSPV benennt. Jeder Buchstabe steht dabei für einen der Schritte:
Erster Schritt – R: Der bezeichnende Buchstabe steht in dieser Anfangsphase des Spiels für Rohstoff. Es handelt sich dabei um inhaltliche, aber auch äussere Rohstoffe. Erstere meinen Zielvorstellungen, Beweggründe und Bedürfnisse der Personen, welche sich in die Spielsituation begeben. Letztere sind bereitzustellendes Material wie etwa Requisiten, Musik, Ortsangaben, mögliche Rollen oder auch Texte und Textpassagen. In dieser Phase werden die ersten Überlegungen für das Spiel gemacht.
Zweiter Schritt – S: In diesem Schritt geht es um die Spielvorbereitung. Thema und Rolle sollen, ebenso wie ein möglicher Text, ausgearbeitet werden. Wichtig ist, dass die Spielenden ihre Rolle selbst wählen, auch dann, wenn es Impulse von der Spielleitung gibt. Die Rahmenbedingungen (Thema, Rolle, Spielort usw.) für das Spiel werden in dieser Phase festgelegt und von den Spielenden vorgestellt.
Dritter Schritt – P: Es folgt die praktische Durchführung der Spielsituation. Die Spielenden verkörpern ihre selbst gewählten und entwickelten Rollen im spontanen Erleben. Sie drücken das aus, was sie im Augenblick des Spiels erleben, und das gemäss ihrer eigenen Vorstellung. Bezeichnungen wie Aufführung oder Darstellung werden vermieden, da sie für diese Art des Spiels nicht geeignet sind, sie folgen einem grundsätzlich anderen Prinzip. Gesprochene Texte werden häufig vermieden, um den Intellekt zu entlasten und einen möglichst niederschwelligen Ausdruck zuzulassen. Das Empfinden und Erleben kann durch Laute und Gebärden zum Ausdruck kommen.
Vierter Schritt – V: Abschliessend folgt die Verarbeitung des Erlebten durch alle am Spiel beteiligten. Diese gemeinsame Reflexion soll das Gespielte nicht bewerten oder interpretieren. Es geht dabei um ein konzentrierte Nachvollziehen dessen, was im Spiel erlebt wurde. Die eigene Wahrnehmung soll in diesem Schritt erneut erweitert werden und so Prozesse der Selbsterfahrung und -erkenntnis ermöglicht werden. In dieser letzten Phase der Methode zeigt sich die ursprüngliche Intention der Jeux Dramatiques.
Wesentliche Fragen, welche sich die Spielenden stellen müssen, sind neben dem „Warum“, „Was“ und „Wie“ auch darin, für wen das Spiel stattfinden soll. Es soll nicht dafür gespielt werden ein Publikum zu unterhalten oder das Handwerk des Schauspielens zu erlernen, sondern Ziel des Spiels ist die Selbsterfahrung. Kinder, Jugendliche und Erwachsene können durch diese Methode verborgene schöpferische Fähigkeiten entdecken und zugleich sich selbst erkunden und lernen ihr Inneres, ihre Gefühlswelt, zum Ausdruck zu bringen.
Frei schlägt verschiedene Aufbaustrukturen als mögliche Einstiege in das Spiel vor, welche die Gestaltung des ersten Schrittes vorgeben. Diese Einstiege können – je nach Altersgruppe oder Bedürfnis – über Materialien und Gegenstände, die Raumerfahrung, das Grundmotiv des jeweiligen Spiels oder ein Hinführen zum Erleben durch beispielsweise eine Geschichte, die von der Spielleitung erzählt wird, stattfinden.

## Anwendungsbereiche
Die Jeux Dramatiques, insbesondere die hier beschriebene Methode, wird häufig in der Pädagogik in den Bereichen Schule, Kindergarten, Familienpädagogik, Heil- und Sonderpädagogik, Weiterbildung für soziale Berufe, Erwachsenenbildung, aber auch als Form der Therapie und Psychotherapie für alle Altersgruppen angewandt.
Sie sollen zur Entwicklung und Entfaltung des Selbstwertgefühls und des Selbstbewusstseins sowie der Verbesserung sozialer Kompetenzen durch ein gesteigertes empathisches Vermögen – auch bei nonverbaler Kommunikation – beitragen.